# Бронвуд (Џорџија)
Бронвуд (Џорџија) (енгл. Bronwood) град је у америчкој савезној држави Џорџија. По попису становништва из 2010. у њему је живело 225 становника.

## Демографија
Према попису становништва из 2010. у граду је живело 225 становника, што је 288 (56,1%) становника мање него 2000. године.
| Група             | 2000.       | 2010.       |
| Белци             | 168 (32,7%) | 62 (27,6%)  |
| Афроамериканци    | 337 (65,7%) | 155 (68,9%) |
| Азијати           | 0 (0,0%)    | 0 (0,0%)    |
| Хиспаноамериканци | 6 (1,2%)    | 8 (3,6%)    |
| Укупно            | 513         | 225         |